# Caspar von Schönberg (Berghauptmann)

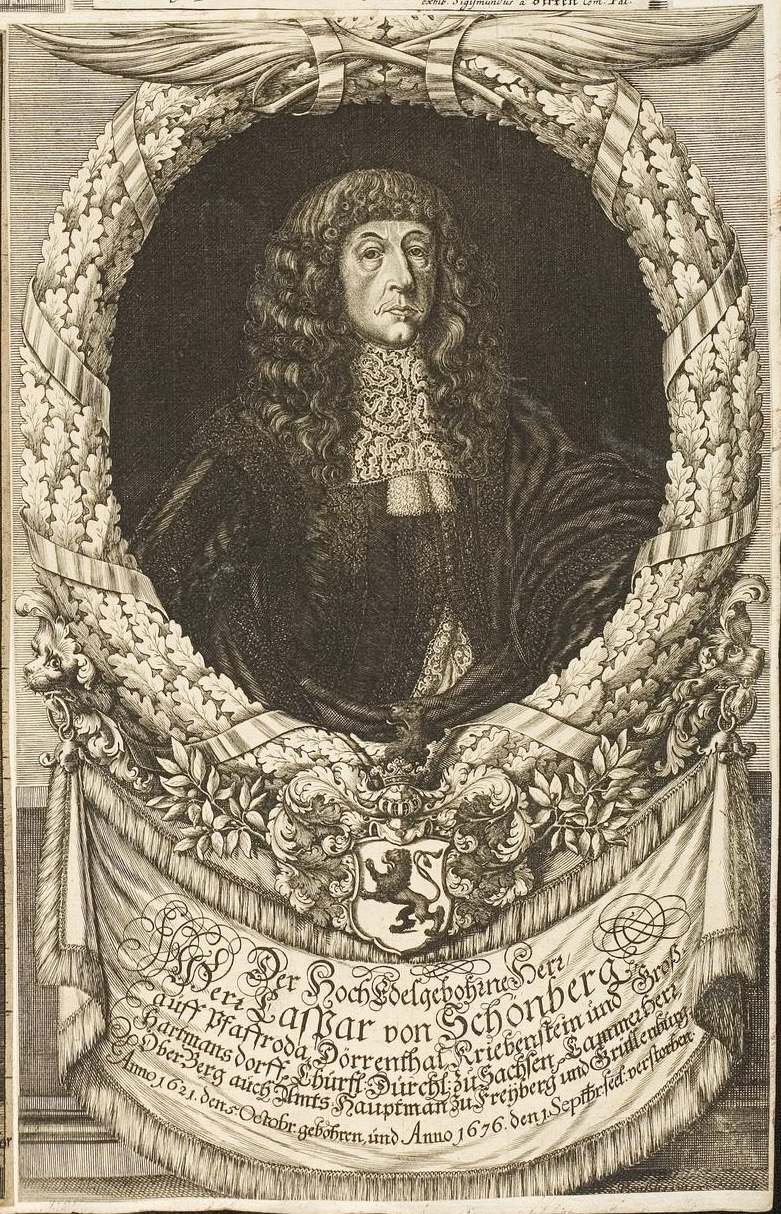
Caspar von Schönberg

Caspar von Schönberg (* 5. Oktober 1621 in Freiberg; † 1. September 1676 ebenda) war ein kursächsischer Oberberg- und Amtshauptmann sowie Herr auf Pfaffroda, Dörnthal und Kriebstein.

## Leben
Caspar von Schönberg entstammte dem sächsischen Adelsgeschlecht derer von Schönberg und war der Sohn aus erster Ehe des Oberberghauptmanns Georg Friedrich von Schönberg. Er erbaute das Schloss in Pfaffroda und hinterließ die Grablege in der Annenkapelle. Nach seinem Tod erschien die gehaltene Leichenpredigt in Druck.
Nachdem Kaiser Ferdinand III. sich weigerte, in seinen Erblanden die Religionsfreiheit zuzulassen, stellte Caspar von Schönberg böhmischen Exulanten Boden und Baumaterial in Kursachsen zur Verfügung. Daraufhin gründeten diese die Siedlungen Kleinneuschönberg, Niederneuschönberg und Oberneuschönberg nahe Olbernhau. Die Siedlungen wurden nach Caspar von Schönberg benannt. Er stellte auch das Baumaterial zum Bau der Exulantenkirchen, wie der Bergkirche in Oberneuschönberg zur Verfügung und stiftete auch Teile der Ausstattung.
Sein Sohn Caspar (1660–1689) erbte den väterlichen Besitz, starb aber bereits wenige Tage vor seinem 29. Geburtstag.